# 661 هـ
661 هـ هي سنة في التقويم الهجري امتدت مقابلةً في التقويم الميلادي بين سنتي 1262 و1263.

## مواليد
- الشاب الظريف
- ولد ابن تيمية، أحمد بن عبد الحليم بن عبد السلام بن عبد الله، تقي الدين أبو العباس، الملقب بشيخ الإسلام في حران

## أحداث
قامت ثورة المغول التي أطاحت بدولة بني العباس.. وشارك في هذه الحرب ضد المغول شيخ الإسلام ابن تيمية.. وهذه الثورة -ثورة المغول- تصدى لها السيد قطز بعد ذلك بمدة من الزمن